# Svébořický Špičák
Svébořický Špičák (německy Spilzberg, 425 m n. m.) je vrch v okrese Česká Lípa Libereckého kraje. Leží asi 5,5 km jjv. od obce Hamr na Jezeře, na katastrálním území Svébořice v oboře Židlov, v bývalém vojenském prostoru Ralsko.
Na společné žíle se Svébořickým Špičákem leží 1,1 km severovýchodně jiný podobný vrch, Lanův kopec (426 m n. m., nejvyšší bod na území židlovské obory), a 1,1 km zsz. vrch Brada (406 m n. m.).

## Geomorfologické zařazení
Geomorfologicky vrch náleží do celku Ralská pahorkatina, podcelku Zákupská pahorkatina, okrsku Kotelská vrchovina, podokrsku Zábrdská vrchovina a Náhlovské části.

## Přístup
Automobilem je možné se nejblíže dopravit do bývalých Svébořic. Kolem východní strany vrchu, již v oboře Židlov, vede silnice (Zbynsko – rozcestí Dědkův odpočinek), po níž se dá přijet na kole. Vrch je však uvnitř klidové zóny obory (možnost setkání s divokými zubry).